# Бурангулово (Оренбургская область)
Бурангулово — деревня в Кувандыкском городском округе Оренбургской области.

## География
Находится на расстоянии примерно 14 километров по прямой на запад-северо-запад от окружного центра города Кувандык.

## Климат
Климат умеренно-континентальный. Времена года выражены чётко. Среднегодовая температура по району изменяется от +4,0 °C до +4,8 °C. Самый холодный месяц года — январь, среднемесячная температура около −20,5…−35 °C. Атмосферных осадков за год выпадает от 300 до 450—550 мм, причём большая часть приходится на весенне-летний период (около 70 %). Снежный покров довольно устойчив, продолжительность его, в среднем, 150 дней.

## История
До 2016 года входила в состав Куруильского сельсовета Кувандыкского района, после реорганизации этих муниципальных образований в составе Кувандыкского городского округа.

## Население
Постоянное население составляло 130 человека в 2002 году (башкиры 92 %), 133 в 2010 году.